# ジャン＝クロード・カサドシュ

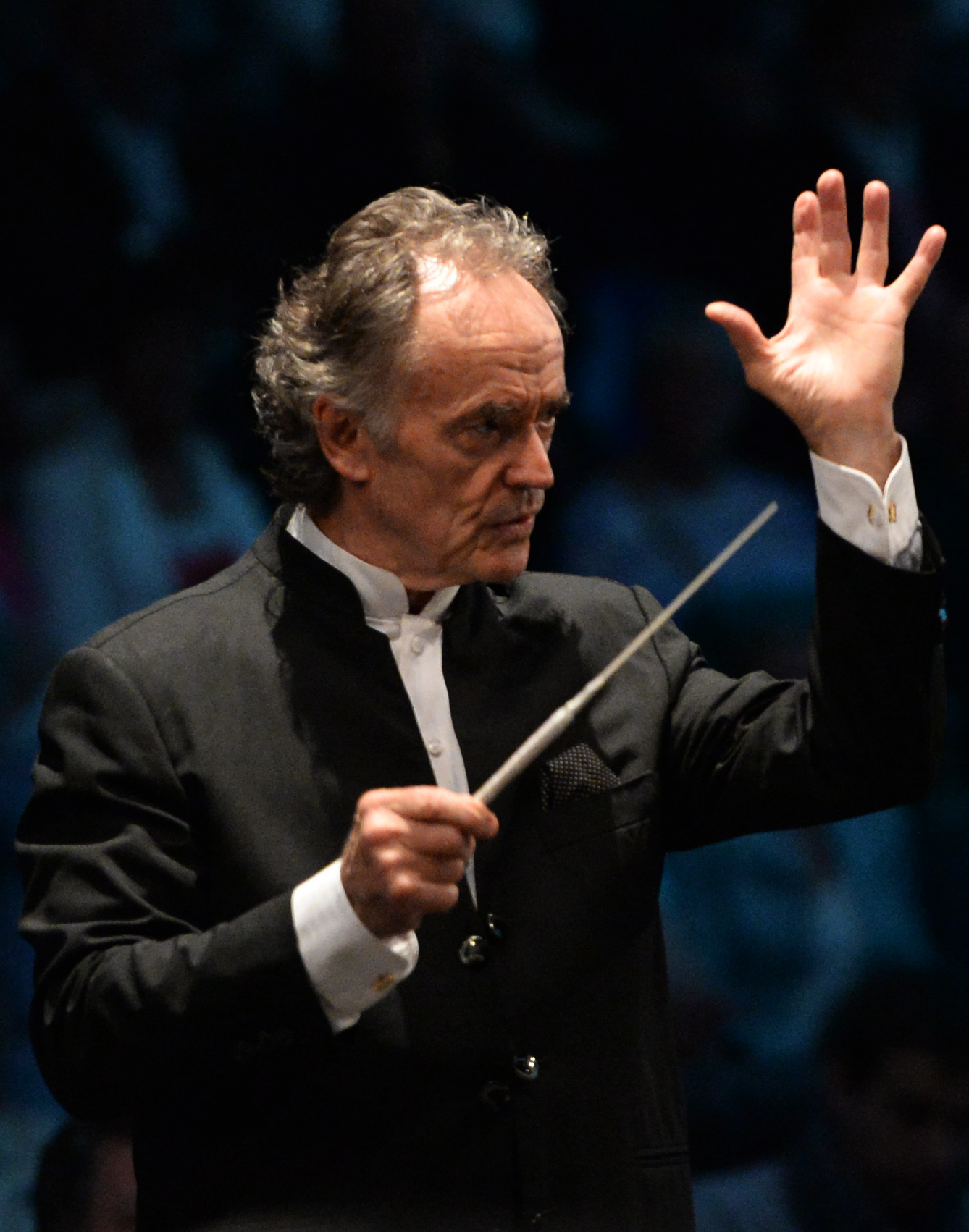
ジャン＝クロード・カサドシュ

ジャン＝クロード・カサドシュ（Jean-Claude Casadesus, 1935年12月7日 - ）は、フランスの指揮者。

## 人物・来歴
パリに生まれる。ロベール・カサドシュの甥にあたる。パリ音楽院で打楽、対位法、作曲法などを学び、ピエール・デルヴォー、ピエール・ブーレーズに指揮法の指導を受ける。打楽器奏者として活動する傍ら、指揮者としても活動。1969年よりパリ・オペラ座管弦楽団、パリ・オペラ＝コミック座管弦楽団の常任指揮者をつとめ、1976年にはリール国立管弦楽団を創設し、音楽監督となる。